# Combremont-le-Petit
Combremont-le-Petit är en ort i kommunen Valbroye i kantonen Vaud i Schweiz. Den ligger cirka 28,5 kilometer nordost om Lausanne. Orten har 414 invånare (2021).
Orten var före den 1 juli 2011 en egen kommun, men slogs då samman med kommunerna Cerniaz, Combremont-le-Grand, Granges-près-Marnand, Marnand, Sassel, Seigneux och Villars-Bramard till den nya kommunen Valbroye.